# Tripodichthys blochii
Tripodichthys blochii är en fiskart som först beskrevs av Pieter Bleeker 1852.  Tripodichthys blochii ingår i släktet Tripodichthys och familjen Triacanthidae. Inga underarter finns listade i Catalogue of Life.